# آسیاب قلائی
آسیاب قلائی یک روستا در ایران است که در شهرستان سیرجان واقع شده‌است.